# Sean Tibbetts
Sean Christian Tibbetts est un bassiste américain de power metal.
Il a été le premier bassiste de Kamelot de 1990 à 1992. 
En 2004, il devient le bassiste du groupe de metal extrême Royal Anguish
Il a également fait partie des groupes Wykked Witch et Surreal.
Après avoir joué avec Kamelot en tant que remplaçant du bassiste titulaire Glenn Barry pendant les tournées du groupe de 2006 à 2009, Sean Tibbets remplace définitivement ce dernier le 1er décembre 2009.
Il donne également des cours de basse.